# Dubai Tower
La Dubai Tower est un gratte-ciel de 45 étages construit en 2011 à Dubaï. Sa hauteur est de 210 mètres. 